# 湖南路 (上海)
湖南路是上海市跨徐汇区及长宁区的一条街道，东西走向，东起淮海中路，西至华山路，全长1025米。
该路修筑于1918年到1921年，属于上海法租界，名为朱邇典路（Route A.Charles Culty），系以英国驻华公使朱邇典爵士命名（据《徐汇区地名志》，以旅华法侨命名；另有说法为依据可的牛奶公司（今址即上海图书馆）创办者A·查尔斯·居尔典命名）。1943年汪精卫政权接收上海法租界时改名湖南路。
该路沿线为上海著名住宅区，262号曾为周佛海住宅。上海交响乐团也设于此处。

## 交会道路（东向西）
- 淮海中路
- 永福路
- 武康路
- 高邮路
- 兴国路
- 华山路